# Ślubowanie poselskie i senatorskie

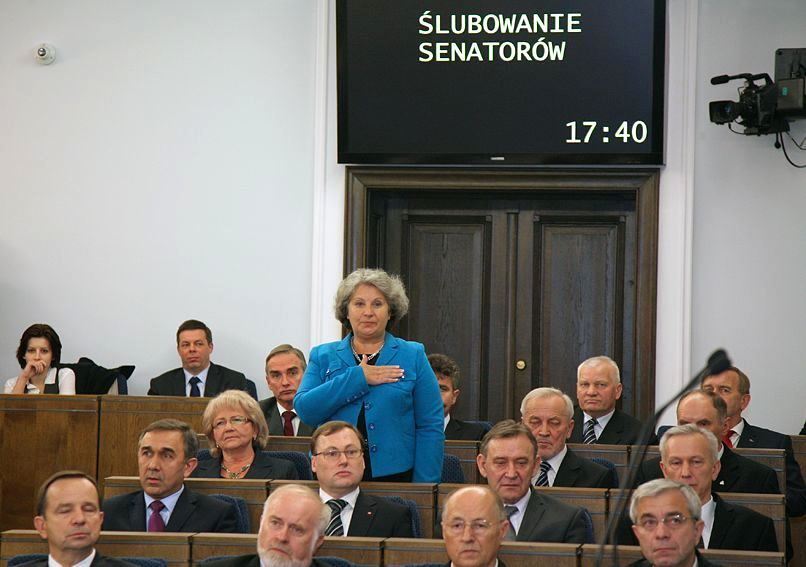
Ślubowanie nowo wybranych senatorów VIII kadencji (2011)

Ślubowanie poselskie — deklaracja składana przez nowo wybranych posłów i senatorów podczas pierwszego posiedzenia izby (a przez posłów i senatorów, którzy nie byli obecni na pierwszym posiedzeniu albo objęli mandat w trakcie kadencji – podczas pierwszego posiedzenia, w którym uczestniczą), której złożenie jest niezbędnym warunkiem objęcia mandatu parlamentarnego. Uchylanie się przez parlamentarzystę od złożenia ślubowania, przez 3 miesiące od pierwszego posiedzenia izby do której został wybrany lub odmowa jego złożenia, są równoznaczne ze zrzeczeniem się mandatu.
Tekst ślubowania zawarty jest w art. 104 ust. 2 Konstytucji. Odczytuje go marszałek senior (tylko podczas pierwszego posiedzenia) albo marszałek prowadzący posiedzenie. Poszczególni posłowie (senatorowie), wezwani imiennie przez sekretarza, potwierdzają słowa ślubowania wypowiadając: Ślubuję. Konstytucja dopuszcza dodanie po ślubowaniu słów: Tak mi dopomóż Bóg.

## Rota ślubowania
Uroczyście ślubuję rzetelnie i sumiennie wykonywać obowiązki wobec Narodu, strzec suwerenności i interesów Państwa, czynić wszystko dla pomyślności Ojczyzny i dobra obywateli, przestrzegać Konstytucji i innych praw Rzeczypospolitej Polskiej.